# Granåsen skisenter
Das Granåsen skisenter ist eine Wintersportanlage für Skisprung, Langlauf, Nordische Kombination und Biathlon im norwegischen Trondheim.

## Neubau
Nachdem die nordische Ski-WM 2025 nach Trondheim vergeben wurde, begannen im Frühjahr 2021 die Modernisierungsarbeiten am Granåsen-Sportzentrum. So wurden im "2. Bauabschnitt" für insgesamt ca. 60 Millionen Euro die beiden Schanzen, das Sprungstadion, die Funktionsgebäude und das Loipennetz modernisiert, sowie ein neuer Biathlonschießstand errichtet. Die beiden Schanzen wurden von Grund auf im Anlauf- und Aufsprungbereich erneuert und am 1. Februar 2023 wiedereröffnet.

## Sprungschanzen

### Geschichte
Schon 1940 wurde in Trondheim die erste Schanze eröffnet. Den ersten Schanzenrekord markierte die norwegische Skisprunglegende Birger Ruud mit 56 Metern. 1952 fand der erste große Umbau statt, eine Klein- und eine Normalschanze (die heutige K64) wurden errichtet. 1960 wurde die Großschanze (die heutige K78) errichtet. Sowohl Groß- als auch Normalschanze erhielten eine Flutlichtanlage. 1977 wurde die K64-Schanze mit Matten belegt. Es folgten mehrere Um- und Ausbauten, die K78-Schanze wurde 1987 stillgelegt. Seit Anfang der 1990er Jahre besteht das Areal in seiner heutigen Form. Für die Nordischen Skiweltmeisterschaften 1997 wurde die heutige Großschanze mit Hillsize 131 m errichtet. Alle Schanzen, abgesehen von der stillgelegten K78, können auch im Sommer besprungen werden. Im Herbst 2008 wurde der Aufsprunghang der Großschanze neu profiliert und die Hillsize auf 140 m, der K-Punkt auf 123 m erweitert.

### Großschanze
Auf der Großschanze von Trondheim finden regelmäßig Weltcup-Veranstaltungen statt. In den Saisons 2005/06 und 2006/07 mussten die Wettbewerbe jedoch aufgrund Schneemangels nach Lillehammer verlegt werden.

#### Technische Daten
| Granåsen Großschanze                       | Granåsen Großschanze |
| Anlauf                                     | Anlauf               |
| ------------------------------------------ | -------------------- |
| Anlauflänge                                | 93,13 m              |
| Neigung des Anlaufs (γ)                    | 34°                  |
| Anlaufgeschwindigkeit                      | 26,6 m/s (95,8 km/h) |
| Schanzentisch                              |                      |
| Tischhöhe                                  | 3,0 m                |
| Tischlänge                                 | 6,5 m                |
| Neigung des Schanzentisches (α)            | 11°                  |
| Aufsprung                                  |                      |
| Hillsize                                   | 138 m                |
| Konstruktionspunkt                         | 124 m                |
| Höhendifferenz Tischkante bis K-Punkt (h)  | 61,3 m               |
| Längendifferenz Tischkante bis K-Punkt (n) | 103,24 m             |
| Verhältnis Höhen- zu Längendifferenz (h/n) | 0,574                |
| K-Punkt Neigungswinkel (β)                 | 37,5°                |
| Auslauf                                    |                      |
| Länge des Auslaufs                         | 75 m                 |

#### Entwicklung des Schanzenrekordes
Aufstellung über die Entwicklung des offiziellen Schanzenrekordes auf der Großschanze.
| Jahr | Name                  | Weite   |
| ---- | --------------------- | ------- |
| 1991 | Heinz Kuttin          | 119,0 m |
| 1992 | Toni Nieminen         | 121,0 m |
| 1996 | Ari-Pekka Nikkola     | 128,0 m |
| 1997 | Dieter Thoma          | 129,5 m |
| 1998 | Takanobu Okabe        | 130,0 m |
| 1998 | Andreas Widhölzl      | 131,0 m |
| 1999 | Masahiko Harada       | 131,0 m |
| 1999 | Stefan Horngacher     | 133,0 m |
| 1999 | Martin Schmitt        | 133,5 m |
| 1999 | Thomas Hörl           | 134,5 m |
| 2000 | Sven Hannawald        | 134,5 m |
| 2001 | Adam Małysz           | 138,5 m |
| 2008 | Gregor Schlierenzauer | 139,0 m |
| 2008 | Anders Bardal         | 139,5 m |
| 2008 | Gregor Schlierenzauer | 140,0 m |
| 2008 | Simon Ammann          | 140,0 m |
| 2012 | Richard Freitag       | 140,5 m |
| 2012 | Daiki Itō             | 141,0 m |
| 2014 | Severin Freund        | 141,5 m |
| 2015 | Michael Hayböck       | 143,0 m |
| 2016 | Noriaki Kasai         | 143,0 m |
| 2018 | Robert Johansson      | 145,5 m |
| 2018 | Kamil Stoch           | 146,0 m |

Weiteste Sprünge
- 145,0 m –  Vegard Haukø Sklett (Weltcup-Saison 2008/09)
- 146,0 m –  Anders Bardal (Weltcup-Saison 2011/12)
- 148,5 m –  Markus Eisenbichler (Raw Air 2018)
- 149,0 m –  Maren Lundby, 31. Juli 2018

### Normalschanze
Die Normalschanze besitzt zwar ein gültiges FIS-Zertifikat, internationale Wettbewerbe werden auf ihr aber nur selten gesprungen. Nach der WM 1997, als dort das Springen auf der Normalschanze stattfand, dauerte es 14 Jahre, bis die Schanze im September 2011 mit zwei Sommer-Continental-Cup-Springen der Frauen wieder international genutzt wurde. Ursprünglich besaß die Schanze einen K-Punkt von 90 Metern und eine Hillsize von 105 Metern, nach dem Umbau zur WM 2025 wurde sie als K 94 mit HS 102 homologiert.

#### Technische Daten
| Granåsen Normalschanze          | Granåsen Normalschanze |
| Anlauf                          | Anlauf                 |
| ------------------------------- | ---------------------- |
| Anlauflänge                     | 94,2 m                 |
| Anlaufgeschwindigkeit           | ca. 87,3 km/h          |
| Schanzentisch                   |                        |
| Tischhöhe                       | 2,2 m                  |
| Tischlänge                      | 6,5 m                  |
| Neigung des Schanzentisches (α) | 11,1°                  |
| Aufsprung                       |                        |
| Hillsize                        | 102 m                  |
| Konstruktionspunkt              | 94 m                   |
| K-Punkt Neigungswinkel (β)      | 33,94°                 |

#### Schanzenrekord
- 108,0 m –  Marius Lindvik, 2. März 2025
- 105,0 m –  Sara Takanashi, 15. März 2013

### Internationale Wettbewerbe
Genannt werden alle von der FIS organisierten Sprungwettbewerbe.

#### Herren
| Datum              | Kategorie         | Schanze | 1. Platz                                                           | 2. Platz                                                            | 3. Platz                                                                             |
| ------------------ | ----------------- | ------- | ------------------------------------------------------------------ | ------------------------------------------------------------------- | ------------------------------------------------------------------------------------ |
| 3. Februar 1984    | Junioren-WM       | K80     | Martin Švagerko                                                    | Janez Stirn                                                         | Miroslav Polák                                                                       |
| 13. März 1991      | Weltcup           | K120    | Heinz Kuttin                                                       | Mikael Martinsson                                                   | Øyvind Berg                                                                          |
| 8. März 1992       | Weltcup           | K120    | Heinz Kuttin                                                       | Ernst Vettori                                                       | Toni Nieminen                                                                        |
| 11. März 1992      | Weltcup           | K120    | Toni Nieminen                                                      | Ernst Vettori                                                       | Ari-Pekka Nikkola                                                                    |
| 20. August 1995    | Grand Prix        | K90     | Zbyněk Krompolc                                                    | Andreas Goldberger                                                  | Rico Meinel                                                                          |
| 23. Februar 1996   | Weltcup           | K120    | FinnlandAri-Pekka Nikkola Jani Soininen Janne Ahonen Mika Laitinen | JapanTakanobu Okabe Masahiko Harada Hiroya Saitō Jun Shibuya        | DeutschlandGerd Siegmund Christof Duffner Dieter Thoma Jens Weißflog                 |
| 23. Februar 1996   | Weltcup           | K120    | ausgefallen                                                        | ausgefallen                                                         | ausgefallen                                                                          |
| 18. August 1996    | Grand Prix        | K120    | Ari-Pekka Nikkola                                                  | Mika Laitinen                                                       | Christof Duffner                                                                     |
| 22. Februar 1997   | Weltmeisterschaft | K90     | Janne Ahonen                                                       | Masahiko Harada                                                     | Andreas Goldberger                                                                   |
| 27. Februar 1997   | Weltmeisterschaft | K120    | FinnlandAri-Pekka Nikkola Jani Soininen Mika Laitinen Janne Ahonen | JapanKazuyoshi Funaki Takanobu Okabe Masahiko Harada Hiroya Saitō   | DeutschlandChristof Duffner Martin Schmitt Hansjörg Jäkle Dieter Thoma               |
| 1. März 1997       | Weltmeisterschaft | K120    | Masahiko Harada                                                    | Dieter Thoma                                                        | Sylvain Freiholz                                                                     |
| 17. August 1997    | Grand Prix        | K120    | Takanobu Okabe                                                     | Ville Kantee                                                        | Espen Bredesen                                                                       |
| 13. März 1998      | Weltcup           | K120    | Masahiko Harada                                                    | Noriaki Kasai                                                       | Roberto Cecon                                                                        |
| 9. März 1999       | Weltcup           | K120    | Noriaki Kasai                                                      | Stefan Horngacher                                                   | Masahiko Harada                                                                      |
| 11. Dezember 1999  | Continental Cup   | K120    | Juha-Matti Ruuskanen                                               | Jostein Smedbye                                                     | Thomas Hörl                                                                          |
| 12. Dezember 1999  | Continental Cup   | K120    | Thomas Hörl                                                        | Jon Petter Sandaker                                                 | Espen Bredesen                                                                       |
| 10. März 2000      | Weltcup           | K120    | Sven Hannawald                                                     | Ville Kantee                                                        | Janne Ahonen                                                                         |
| 9. März 2001       | Weltcup           | K120    | Adam Małysz                                                        | Andreas Goldberger                                                  | Igor Medved                                                                          |
| 15. März 2002      | Weltcup           | K120    | Matti Hautamäki                                                    | Adam Małysz                                                         | Sven Hannawald                                                                       |
| 7. Dezember 2002   | Weltcup           | K120    | Martin Höllwarth                                                   | Sigurd Pettersen                                                    | Michael Uhrmann                                                                      |
| 8. Dezember 2002   | Weltcup           | K120    | Sigurd Pettersen                                                   | Michael Uhrmann                                                     | Martin Höllwarth                                                                     |
| 23. August 2003    | Continental Cup   | K120    | Wolfgang Loitzl                                                    | Veli-Matti Lindström                                                | Hiroki Yamada                                                                        |
| 24. August 2003    | Continental Cup   | K120    | Lars Bystøl                                                        | Veli-Matti Lindström                                                | Wolfgang Loitzl                                                                      |
| 6. Dezember 2003   | Weltcup           | K120    | Roar Ljøkelsøy                                                     | Janne Ahonen                                                        | Maximilian Mechler                                                                   |
| 7. Dezember 2003   | Weltcup           | K120    | wegen wechselnder Winde abgesagt                                   | wegen wechselnder Winde abgesagt                                    | wegen wechselnder Winde abgesagt                                                     |
| 4. Dezember 2004   | Weltcup           | HS131   | Janne Ahonen                                                       | Jakub Janda                                                         | Andreas Widhölzl                                                                     |
| 5. Dezember 2004   | Weltcup           | HS131   | Janne Ahonen                                                       | Martin Höllwarth                                                    | Andreas Widhölzl                                                                     |
| 3. März 2007       | Continental Cup   | HS131   | Stefan Thurnbichler                                                | Arthur Pauli                                                        | Morten Solem                                                                         |
| 4. März 2007       | Continental Cup   | HS131   | Arthur Pauli                                                       | Morten Solem                                                        | Roland Müller                                                                        |
| 8. Dezember 2007   | Weltcup           | HS131   | Thomas Morgenstern                                                 | Gregor Schlierenzauer                                               | Tom Hilde                                                                            |
| 9. Dezember 2007   | Weltcup           | HS131   | Thomas Morgenstern                                                 | Andreas Kofler                                                      | Wolfgang Loitzl                                                                      |
| 8. März 2008       | Continental Cup   | HS131   | Bastian Kaltenböck                                                 | Henning Stensrud                                                    | Roar Ljøkelsøy                                                                       |
| 9. März 2008       | Continental Cup   | HS131   | Roar Ljøkelsøy                                                     | Bastian Kaltenböck                                                  | Henning Stensrud                                                                     |
| 6. Dezember 2008   | Weltcup           | HS140   | Gregor Schlierenzauer                                              | Ville Larinto                                                       | Anders Jacobsen                                                                      |
| 7. Dezember 2008   | Weltcup           | HS140   | Simon Ammann                                                       | Matti Hautamäki                                                     | Gregor Schlierenzauer                                                                |
| 7. März 2009       | Continental Cup   | HS140   | Stefan Thurnbichler                                                | Manuel Fettner                                                      | Matic Kramaršič                                                                      |
| 8. März 2009       | Continental Cup   | HS140   | Thomas Lobben                                                      | Vegard Haukø Sklett                                                 | Stefan Thurnbichler                                                                  |
| 5. Dezember 2009   | Weltcup           | HS140   | Wettkämpfe wegen technischer Probleme abgesagt                     | Wettkämpfe wegen technischer Probleme abgesagt                      | Wettkämpfe wegen technischer Probleme abgesagt                                       |
| 6. Dezember 2009   | Weltcup           | HS140   | Wettkämpfe wegen technischer Probleme abgesagt                     | Wettkämpfe wegen technischer Probleme abgesagt                      | Wettkämpfe wegen technischer Probleme abgesagt                                       |
| 10. September 2011 | Continental Cup   | HS140   | Aleksander Zniszczoł                                               | Anders Fannemel                                                     | Tom Hilde                                                                            |
| 11. September 2011 | Continental Cup   | HS140   | Peter Prevc                                                        | Aleksander Zniszczoł                                                | Atle Pedersen Rønsen                                                                 |
| 8. März 2012       | Weltcup           | HS140   | Daiki Itō                                                          | Richard Freitag                                                     | Simon Ammann                                                                         |
| 15. März 2013      | Weltcup           | HS140   | Kamil Stoch                                                        | Richard Freitag                                                     | Daiki Itō                                                                            |
| 7. März 2014       | Weltcup           | HS140   | Anders Bardal                                                      | Andreas Kofler                                                      | Noriaki Kasai                                                                        |
| 27. September 2014 | Continental Cup   | HS140   | Anže Lanišek                                                       | Michael Neumayer                                                    | Kenneth Gangnes                                                                      |
| 28. September 2014 | Continental Cup   | HS140   | Karl Geiger                                                        | Markus Eisenbichler                                                 | Antonín Hájek                                                                        |
| 12. März 2015      | Weltcup           | HS140   | Severin Freund                                                     | Peter Prevc                                                         | Rune Velta                                                                           |
| 10. Februar 2016   | Weltcup           | HS140   | Peter Prevc                                                        | Stefan Kraft                                                        | Noriaki Kasai                                                                        |
| 16. März 2017      | Weltcup/Raw Air   | HS140   | Stefan Kraft                                                       | Andreas Stjernen                                                    | Andreas Wellinger                                                                    |
| 16. September 2017 | Continental Cup   | HS140   | Pius Paschke                                                       | Tilen Bartol                                                        | Timi Zajc                                                                            |
| 17. September 2017 | Continental Cup   | HS140   | Timi Zajc                                                          | Tilen Bartol                                                        | Constantin Schmid                                                                    |
| 15. März 2018      | Weltcup/Raw Air   | HS140   | Kamil Stoch                                                        | Stefan Kraft                                                        | Robert Johansson                                                                     |
| 14. März 2019      | Weltcup/Raw Air   | HS138   | Ryōyū Kobayashi                                                    | Andreas Stjernen                                                    | Stefan Kraft                                                                         |
| 12. März 2024      | Weltcup/Raw Air   | HS105   | Ryōyū Kobayashi                                                    | Peter Prevc                                                         | Jan Hörl                                                                             |
| 13. März 2024      | Weltcup/Raw Air   | HS138   | Stefan Kraft                                                       | Daniel Tschofenig                                                   | Jan Hörl                                                                             |
| 2. März 2025       | Weltmeisterschaft | HS102   | Marius Lindvik                                                     | Andreas Wellinger                                                   | Jan Hörl                                                                             |
| 6. März 2025       | Weltmeisterschaft | HS138   | SlowenienLovro Kos Domen Prevc Timi Zajc Anže Lanišek              | ÖsterreichDaniel Tschofenig Maximilian Ortner Stefan Kraft Jan Hörl | NorwegenJohann André Forfang Robin Pedersen Kristoffer Eriksen Sundal Marius Lindvik |
| 8. März 2025       | Weltmeisterschaft | HS138   | Domen Prevc                                                        | Jan Hörl                                                            | Ryōyū Kobayashi                                                                      |

#### Damen
| Datum              | Kategorie         | Schanze | 1. Platz                                                                                      | 2. Platz                                                                      | 3. Platz                                                                 |
| ------------------ | ----------------- | ------- | --------------------------------------------------------------------------------------------- | ----------------------------------------------------------------------------- | ------------------------------------------------------------------------ |
| 10. September 2011 | Continental Cup   | HS105   | Daniela Iraschko Jaqueline Seifriedsberger                                                    |                                                                               | Coline Mattel                                                            |
| 11. September 2011 | Continental Cup   | HS105   | Daniela Iraschko                                                                              | Jaqueline Seifriedsberger                                                     | Katharina Althaus                                                        |
| 15. März 2013      | Weltcup           | HS105   | Sarah Hendrickson                                                                             | Sara Takanashi                                                                | Jacqueline Seifriedsberger                                               |
| 27. September 2014 | Continental Cup   | HS105   | Sara Takanashi                                                                                | Sarah Hendrickson                                                             | Maren Lundby                                                             |
| 28. September 2014 | Continental Cup   | HS105   | Sara Takanashi                                                                                | Sarah Hendrickson                                                             | Coline Mattel                                                            |
| 15. September 2017 | Continental Cup   | HS105   | Juliane Seyfarth                                                                              | Alexandra Baranzewa                                                           | Kamila Karpiel                                                           |
| 16. September 2017 | Continental Cup   | HS105   | Juliane Seyfarth                                                                              | Lidija Jakowlewa                                                              | Thea Sofie Kleven                                                        |
| 14. März 2019      | Weltcup/Raw Air   | HS138   | Maren Lundby                                                                                  | Juliane Seyfarth                                                              | Eva Pinkelnig                                                            |
| 12. März 2024      | Weltcup/Raw Air   | HS105   | Eirin Maria Kvandal                                                                           | Eva Pinkelnig                                                                 | Nika Križnar                                                             |
| 13. März 2024      | Weltcup/Raw Air   | HS138   | Nika Prevc                                                                                    | Eirin Maria Kvandal                                                           | Eva Pinkelnig                                                            |
| 28. Februar 2025   | Weltmeisterschaft | HS102   | Nika Prevc                                                                                    | Selina Freitag                                                                | Anna Odine Strøm                                                         |
| 1. März 2025       | Weltmeisterschaft | HS102   | NorwegenAnna Odine Strøm Ingvild Synnøve Midtskogen Heidi Dyhre Traaserud Eirin Maria Kvandal | ÖsterreichLisa Eder Julia Mühlbacher Jacqueline Seifriedsberger Eva Pinkelnig | DeutschlandJuliane Seyfarth Katharina Schmid Agnes Reisch Selina Freitag |
| 7. März 2025 1     | Weltmeisterschaft | HS138   | Nika Prevc                                                                                    | Selina Freitag                                                                | Eirin Maria Kvandal                                                      |

#### Mixed
| Datum        | Kategorie         | Schanze | 1. Platz                                                                         | 2. Platz                                                | 3. Platz                                                                 |
| ------------ | ----------------- | ------- | -------------------------------------------------------------------------------- | ------------------------------------------------------- | ------------------------------------------------------------------------ |
| 5. März 2025 | Weltmeisterschaft | HS138   | NorwegenAnna Odine Strøm Marius Lindvik Eirin Maria Kvandal Johann André Forfang | SlowenienEma Klinec Domen Prevc Nika Prevc Anže Lanišek | ÖsterreichEva Pinkelnig Stefan Kraft Jacqueline Seifriedsberger Jan Hörl |

## Weitere Schanzen
Zusätzlich zu den oben beschriebenen Schanzen gibt es in Trondheim noch folgende Schanzen: K 78, K 64, K 38; Die K 78-Schanze wurde in den 1980er-Jahren stillgelegt und später abgerissen, die beiden kleineren werden als Trainingsschanzen genutzt. Sie wurden vor der WM 2025 saniert und umgebaut, seither sind sie als K 60 und K 40 homologiert. Außerdem entstanden vier weitere Schanzen: eine K 28 und eine K 16 sowie im Gegenhang des Auslaufes eine K 10 und eine K 5 für den jüngsten Skisprungnachwuchs.